# Chthonius satapliaensis
Chthonius satapliaensis är en spindeldjursart som beskrevs av Wolfgang Schawaller och Selvin Dashdamirov 1988. Chthonius satapliaensis ingår i släktet Chthonius och familjen käkklokrypare. Inga underarter finns listade i Catalogue of Life.